# Протоколы сионских мудрецов
«Протоко́лы сио́нских мудрецо́в» — подложный документ, созданный с антисемитскими целями, в котором якобы излагаются планы евреев по установлению мирового господства и разрушению христианского мира. Впервые опубликован на русском языке в 1903 году под видом отчёта о тайных собраниях сионистов в Базеле и под названием «Протоко́лы собра́ний Сио́нских мудрецо́в». Текст «Протоколов» стал предлогом для антисемитов начала XX столетия и сыграл важную роль в обосновании теории «жидомасонского заговора».
Подложность «Протоколов» была отмечена в печати и независимых расследованиях уже вскоре после публикации и в современной науке считается доказанной. Вместе с тем и в настоящее время имеются многочисленные сторонники мнения о подлинности текста «Протоколов». За свою историю существования документ переиздавался многомиллионными тиражами и был переведен на многие языки мира.